# Marcelo Cordeiro
Marcelo Cordeiro de Souza (Niterói, 4 de dezembro de 1981) é um treinador e ex-futebolista brasileiro que atuava como lateral-esquerdo. Atualmente exerce o cargo de auxiliar técnico no Guarani.

## Carreira como jogador

### Início
Revelado pelo Vasco, o lateral Marcelo Cordeiro demorou para despontar para o grande cenário do futebol brasileiro. Seu início de carreira foi marcado por passagem por uma série de clubes pequenos.

### Atlético Sorocaba
No ano de 2008 ele demonstrou que, apesar de atuar como lateral, tinha um grande poder ofensivo. Foi o vice artilheiro do Campeonato Paulista da Série A2, com doze gols pelo Atlético Sorocaba.

### Vitória
Comandado pelo treinador Vagner Mancini quando atuava pelo clube de Sorocaba, Cordeiro foi indicado por ele quando este assumiu o comando do Vitória, para a disputa do Campeonato Brasileiro de 2008. O lateral estreou no dia 10 de maio, numa derrota por 2 a 0 para o Cruzeiro no Barradão. Marcelo Cordeiro terminou o Brasileirão como um dos artilheiros da equipe baiana, com cinco gols, além de um dos grandes destaques do time. No dia 23 de novembro, chegou a marcar um gol de bicicleta contra o Grêmio, no Barradão.

### Internacional
Em janeiro de 2009, acertou com o Internacional. Não teve muitas chances como titular na equipe Colorada, permanecendo como reserva imediato de Kléber na lateral-esquerda, mas também sendo aproveitado no meio-de-campo. Cordeiro marcou três gols pelo Inter, sendo que dois deles saíram logo depois de entrar no segundo tempo de duas partidas.

### Botafogo
Ao final da temporada, acertou sua ida para o Botafogo, por empréstimo, e prometeu muito trabalho para ser titular da equipe. No alvinegro carioca, se destacou pelo eficiente apoio ofensivo, com o qual marcou gols frequentes e ajudou o time no estadual. Com o apoio de parentes que torcem pelo Fogo, Marcelo afirmou na época que queria ser lembrado como "o camisa 6 do Botafogo", esperando honrar outro ídolo que vestiu a mesma camisa no clube carioca, o ídolo Nílton Santos. No dia 2 de dezembro, após boa campanha do time no Campeonato Brasileiro, afirmou que o objetivo era levar o time carioca para a Libertadores.

### Portuguesa
Em 2011, não renovou com o Botafogo e foi contratado, novamente por empréstimo, desta vez pela Portuguesa, por um ano. O lateral fez parte do elenco que conseguiu uma campanha memorável, sendo campeão brasileiro da Série B com muitas rodadas de antecedência. No final do ano, quando seu contrato com o Internacional terminou, assinou com a Portuguesa em definitivo até o final de 2013. No jogo contra o Guaratinguetá, completou 100 jogos pela Lusa.

### Sport
Em abril, fechou com o Sport até novembro de 2014. Estreou no dia 8 de maio, na derrota por 2 a 0 para o ABC pela Copa do Nordeste. Fez parte da equipe que terminou em 3º lugar na Série B e conquistou o acesso para a Série A.
Deixou o clube pernambucano um ano depois, em 30 de maio de 2014, tendo o seu contrato rescindido. Marcelo Cordeiro fez críticas à diretoria, afirmando que alguns dirigentes interferiam na escalação da equipe.

### Metropolitano
Em agosto de 2014 fechou com o Metropolitano, de Santa Catarina.

### Vila Nova e São Bento
Após ter atuado pelo Vila Nova em 2016, em novembro do mesmo ano teve o seu retorno anunciado pelo São Bento. O lateral disputou o Campeonato Paulista de 2015 e o de 2016 pelo clube de Sorocaba, sendo capitão da equipe.

## Carreira como treinador
Iniciou a carreira de treinador no ano de 2019, inicialmente como auxiliar técnico no São Bento. Após comandar o Azulão de maneira interina em alguns jogos, foi efetivado como técnico em abril de 2021. Deixou a equipe no mês seguinte, no dia 17 de maio.

## Títulos
Internacional
- Campeonato Gaúcho: 2009
- Copa Suruga Bank: 2009

Botafogo
- Campeonato Carioca: 2010

Portuguesa
- Campeonato Brasileiro - Série B: 2011

Sport
- Copa do Nordeste: 2014

### Outras conquistas
Internacional
- Taça Fábio Koff: 2009
- Taça Fernando Carvalho: 2009

Botafogo
- Taça Guanabara: 2010
- Taça Rio: 2010

Portuguesa
- Troféu Sócrates: 2012[17]